# Predestinacionismo
Predestinacionismo es la doctrina de los predestinadores o predestinacianos. 
Estos sostenían que Dios predestinaba necesariamente a los hombres, sea a la gloria o al infierno (teniendo en cuenta las diferenciaciones de Supralapsarianismo e infralapsarianismo, los escogidos estaban en la necesidad de ser salvados y al contrario, los réprobos, el ser condenados por sus actos impulsados por su libre albedrío no regenerado. 
Esta enseñanza fue esparcida  entre unos y condenado después por muchos Concilios fue sostenido por Lucido en el siglo V: después le siguieron Gotbescalc en el IX y Wiclef y Juan Hus en el XIV. Entre los protestantes, hay una postura semejante o idéntica y dicen como consecuencia que es en vano obrar bien o mal, pues salvarnos o no depende de sola la predestinación, sin mira, teniendo sustento base en capítulos de la Sagrada Escritura  como Efesios 1, Romanos 8 y 9, Juan 10 entre otros más.